# 以斯利采堂区
以斯利采堂区是拉脱维亚瑟米加利亞地区，包斯卡市鎮的一个行政单位；堂区位于立陶宛的边境，和希奧利艾縣接壤。

## 以斯利采堂区内的城镇和村庄
- 里陶斯马斯 - 堂区行政中心

## 著名人物
- 克里什亚尼斯·贝尔基斯（英语：Krišjānis Berķis）